# Arytmi
Arytmi er en forstyrrelse af det normale hjertes elektriske signaler. Det kan være en meget langsom puls (mindre end 50 slag i minuttet) kaldet bradykardi eller en meget hurtig puls (større end 100 slag i minuttet) kaldet takykardi.
Nogen arytmier er uskyldige, mens andre er livsfarlige og kan være forbundet med hjertestop.

## Diagnosticering
En arytmi konstateres ved EKG (elektrokardiogram) En undersøgelse hvor der placeres 12 elektroder på henholdsvis brystkasse, arme og ben. Elektroderne aflæser impulsudbredelsen i hjertet, og viser den der aflæser EKG'et om impulsudbredelsen er normal, eller om der en forstyrrelse. En af forstyrrelserne kan være en arytmi, altså en tilstand, hvor hjertet er ude-af-rytme.

## Symptomer
Symptomerne på en arytmi er mangeartede. Det kan være hjertebanken med åndenød, svimmelhed og nær/besvimelser, alt afhængig af om pulsen er for hurtig eller for langsom.
Der er flere former for arytmier, en af de mest almindelige er atrieflimmer (også kaldet forkammerflimmer eller hjerteflimmer) hvor de 2 øverste kamre atrierne (ud af hjertets 4 kamre) bevæger sig/pumper ude af takt, da den elektriske impuls der får hjertet til at trække sig sammen forstyrres. Med atrieflimmer ses rytmen på EKG'et som uregelmæssig. Atrieflagren er svarende til atrieflimmer, men her ses der på EKG'et en mere regelmæssig rytme, i form af en savtakket linje.
Når de 2 nedre kamre i hjertet ventriklerne er ude af rytme er det straks mere alvorligt. Her er der tale om ventrikulær tarkykardi, altså en hurtig rytme i ventriklerne, som kan slå over i en Ventrikkelflimmer. En ventrikkelflimmer, svarer faktisk til et hjertestop, da hjertet kører så hurtigt at det ikke nå at fyldes og pumpe blod ud i kroppen. Her giver man hjertet et stød, for at få det tilbage i rytme igen.
 Der er for få eller ingen kildehenvisninger i denne artikel, hvilket er et problem. Du kan hjælpe ved at angive troværdige kilder til de påstande, som fremføres i artiklen.

| symptomer | Spire Denne artikel om symptomer er en spire som bør udbygges. Du er velkommen til at hjælpe Wikipedia ved at udvide den. |